# 見習神仙精靈
《見習神仙精靈》（日语：かみさまみならい ヒミツのここたま）是萬代、東京電視台、OLM、Lantis共同企劃製作的一部電視動畫，由BANDAI於2015年9月開始發售周边玩具。電視動畫於2015年10月1日～2018年8月30日在東京電視台播放。續集是《KIRA KIRA HAPPY★ 打開吧！見習神仙精靈》。

## 故事大綱
小學五年級的四葉心，是個有些笨拙但很善良的女孩子。「所有的物品裏都有靈魂」她遵守着奶奶的這番教誨，對物品非常愛惜。某天，心非常珍愛的彩色鉛筆中誕生了物品的神明——神仙精靈！牠的名字是拉奇奇。神仙精靈有着決不能被人發現的規矩，但拉奇奇剛一出生就被心看到了！以被發現為契機，兩人結下了「秘密的契約」。

## 關於神仙精靈
神仙精靈
是因為人們珍惜物品的感情所誕生的，因此隨意破壞物品會導致神仙精靈消失，如果只是對物品進行改造，使其可以延續使用，不會使神仙精靈消失（例：庫倫）。每位神仙精靈的尾巴都是他們所誕生物品的形象或一部分，觀察他們的尾巴就可以得知他們是從哪裡誕生的。而見習神仙精靈們褲子上的圖案則暗示了他們的個性、習慣或魔法的效果。
蛋
蛋是神仙精靈生長的居所，每位神仙精靈都有各自的蛋（雙胞胎、三胞胎或以上得共用一顆蛋，如莎莉和帕利）。他們會在蛋中睡覺，外出時在蛋中滾動自己的蛋加快行進速度。遇到人類或其他危險時躲入蛋中，就不會被發現而暴露。
獨當一面
神仙精靈獨當一面，表示他們經過了見習階段，而成為真正的神明，可以為契約者實現願望。獨當一面神仙精靈的標誌有獎牌和獨當一面褲子，其中褲子為必需，只有穿上獨當一面褲子才能真正發揮獨當一面的能力，並且被允許進入神仙精靈界。
一些獨當一面的神仙精靈擁有過人的魔法（多不需要念咒語即可使出），能夠隱身而不必躲入蛋殼中，並且還能駕馭仙車雲等交通工具。
魔法
所有神仙精靈咒語第一句皆為「ここんぽいぽいここったま!」，再加上本身咒語。台版劇本譯為：「神奇魔法給你好運，見習神仙精靈XXX（精靈名）」。
合體魔法
幾位神仙精靈咒語為「ここんぽいぽいここったま!」2次。台版劇本譯為：「神奇魔法給你好運！」講兩次。
禁忌魔法
為七大不可思議的事情之一，是一個被禁止的魔法，對著自己的蛋使用1000次魔法，然後跳進蛋裡，就有極小的機率能夠馬上成為獨當一面的神仙精靈，但不保證能夠成功，失敗的話就會遭遇到非常慘的下場。
契約書
是人類要幫神仙精靈保守秘密的一種契約，同時也是讓人類成為神仙精靈契約者，一位契約者只能和一位神仙精靈簽訂契約。
臨時契約書
與契約書不太一樣，左上角寫著「仮」代表契約者和神仙精靈的關係只能是臨時的。（例：荔枝）
快樂星
只要讓人類感到幸福，就會誕生的一顆星星，如果蒐集夠多就可以成為獨當一面的神仙（例：蛋仙人），此時就可以實現契約者的願望，並且允許進到神仙精靈界。
神仙精靈界
是一個只有獨當一面的神仙精靈才能進入的空間。(劇場版蛋仙人特別允許讓心等人進入。)
神仙精靈界有兩種抵達的方式：一是乘坐仙車雲扶搖直上；二是由穿上獨當一面褲子的神仙精靈在一些特定的地方使用專門的咒語，如青空鎮街心花園的噴水龍頭處。後者會打開一個金黃色梭子狀的通道，神仙精靈跳進去即可到達。
困擾打嗝
是神仙精靈間的傳染病，症狀為隔三差五不受控制地打嗝。治療方法未知，可以給暖特妮做診斷。
抖抖沙漏
是當小屋破損到不能認定為小屋的時候會出現的沙漏，如果沙漏漏完依舊無法恢復完成的話，則與小屋有關的神仙精靈者將會消失。
悲傷寂寞菇
劇場版出現，只有契約者和神仙精靈才看得到，從不被珍惜的物品的悲傷寂寞感產生的一種蘑菇，會將類似負能量的心情向四周擴散開來，內心不夠堅強的神仙精靈和人類都會被受此感染（例：特普露}}也會將快樂星染黑，能使它消去的東西只有一個，就是快樂星。
心靈計時器
初次出現於蝶野光與荔枝和波卡林面前，主要是倒數光和荔枝的臨時契約期限，在123話因臨時契約變為正式契約而消失。
第二次出現於125話心和拉奇奇等人，四葉心進行契約租借給光後所必須承擔的後果，結尾因與彩球撞上導致計時器出現裂痕，光芒也跟著極速減少，在126話結尾因四葉心想起神仙精靈的事情而消失。

### 本作神仙精靈設施
神仙精靈小屋
是神仙精靈契約者與神仙精靈相遇第一天時要建造完成的小屋。心為了讓美樂莉等人也能住進小屋，便想到了租屋契約，在16話時為了讓莎莉、帕利和米希露也能住下小屋，便將小屋擴建成4樓了，在20話增加公園設施，在第55話增加玄關。
在外露營小屋
心用針線盒改造而成的一個便攜式小屋，平時是四葉家神仙精靈度假休閒的地方。裡面生活設施一應俱全，神仙精靈也可以運用魔法改變裡面的設施。127話起心將康娜安排在這裡居住。
移動購物商店
粉紅和橘子為了進行商店買賣所設立的商店。
神仙精靈樂園
為小心和小希40話一起建造的樂園，位於野生精靈公園上面，有比較先進的遊樂設施，如滑道和電梯。常常來玩的就是野生精靈三人組，而玩的時機卻是沒人的時候。
神仙精靈雜貨店
在神仙精靈樂園中為了讓神仙精靈玩完樂園之後可進行購物而加設的一個小店鋪。同樣由蓮吉和萍子開設。
神仙精靈訓練屋
位於蝶野家，由蝶野光在很早以前搭建。是為了讓荔枝能夠有效的幫助神仙精靈解決事情而給神仙精靈訓練體能及反應能力的地方。
神仙精靈診所
同樣位於蝶野家，第87話搭建於神仙精靈訓練屋隔壁，主要是替在訓練中受傷的神仙精靈做治療。
注意事項
若要區分神仙精靈的性別，可依照內褲區分，尖邊為男性，而圓邊為女性。
不可以摧毀神仙精靈所誕生的物品或者被非契約者的人類發現，要不然會變回原物，並且遺忘所有記憶，與其簽約者的人類也會忘掉。

## 電視動畫

### 製作人員
- 原案－BANDAI
- 連載－講談社「幼」
- 企劃－押田裕一（第1話－第39話）→廣部琢之（東京電視台；第40話－第139話、特別篇全8話）、小野口征（第1話－第26話）→桃井信彥（第27話－）→金木勳（第127話－第139話、特別篇全8話）、波多野淳一（第1話－第76話）→麻生一宏（第77話－第139話、特別篇全8話）、奧野敏聰、井上俊次（日语：井上俊次）
- 副導演－秋山朋子
- 劇本統籌－土屋理敬（日语：土屋理敬）
- 分鏡協力－山井紗也香（第69話－第113話；隔週）→ 監督補佐－山井紗也香（第114話－第139話）
- 設定監修－日野千尋
- 角色設定－大河忍（日语：大河しのぶ）（第1話－第139話、特別篇8話）、東海林康和（第77話－第139話）
- 美術監督－加藤賢司
- 色彩設計－大關枝
- 攝影監督－柚木脇達巳（第1話－第126話）→天田雅（第127話－第139話、特別篇8話）[註 1]
- CG製作人－近藤潤
- 剪輯－後田良樹
- 音響製作人－西名武
- 音響監製－西名武（日语：HALF H・P STUDIO）
- 音響監督－中嶋聰彥（第1話－第106話）[註 2]→飯塚康一（第107話－第139話、特別篇全8話）[註 3]
- 音響效果－緒方康恭
- 音樂－中西亮輔（日语：中西亮輔）
- 音樂監製－伊藤善之（第1話－第76話）→吉江輝成（第77話－第139話、特別篇全8話）
- 音樂製作－Lantis
- 音樂製作協力 - I WILL Co.,Ltd.（日语：ランティス#ハイウェイスター）
- 音樂協力 - 東京電視台音樂（日语：テレビ東京ミュージック）
- 製作人－高林庸介（東京電視台）、松浦希（第1話－第116話）→水谷彩（第117話－第126話）→平松結（第127話－第139話、特別篇全8話）；高橋知子、古市直彥、吉江輝成（第1話－第76話）
- 規劃經理－秋間眞良（東京電視台）、渥美真紀
- 助理製作人－宮﨑和寬（東京電視台；第1話－第34話）、古賀郁美（第1話－第12話）、黑瀨香保里（第35話－第139話、特別篇全8話）
- 動畫製作人－和﨑伸之（第1話－第51話）→吉岡大輔（第52話－第139話、特別篇全8話）
- 動畫製作－OLM TEAM WASAKI（第1話－第51話）→ OLM Team YOSHIOKA（第52話－第139話、特別篇全8話）
- 導演－新田典生
- 製作－東京電視台、神仙精靈製作委員會

#### 配音工作人員
中国大陆版
- 发行许可证号：（粤）动审字【2022】第063号
- 出品人：赵海文
- 出品：广州汉星文化传播有限公司
- 配音导演：王笛、石燕钧、李旭乔
- 配音演员：李旭乔、张力萌、李晶、吴潇怡、陈志诚、韩波、祝鑫祉、詹依桐、王译晟、姚丽涵、庞语萱、贺紫芫、许嘉洋、吴冠序、刘润菌、石梓言、周欣甜、董蓓颖、梁可昕、邹烨姮、方子昊、何聿哲、马培哲、刘博瑞、李杰米、李孟禧、刘致廷、王贝伊、夏颐萌、康汝钺、黄文骞
- 录音师：肖鑫、肖振邦
- 后期混音：温惠聪、吴世雄
- 配音制作：广州市声优音画文化传播有限公司
- 后期剪辑：李龙
- 媒体发行：广州汉星文化传播有限公司
- 授权管理：赵海文、石欣

### 主題曲
所有主題歌曲由Lantis製作。

#### 片頭曲
「（中文：滾啊滾啊 ！）」（第1集－第76集）
作詞：畑亞貴，词作者：三本目，作曲、編曲：山口朗彥，主唱：真崎ERIKA（Lantis），演唱者：潘诗婷
第14、27、52集依據劇情而更改畫面。
第10集B段當插曲使用。
「（中文：快快來 神仙精靈狂歡節！）」（第77集－第126集）
作詞：真崎ERIKA，作曲：桑原聖（Arte Refact），編曲：酒井拓也（Arte Refact），主唱：真崎ERIKA（Lantis）
2017年4月的新片頭曲。
第102集依據劇情而更改畫面。
第139集當插入曲使用。
「（中文：滾啊滾啊 神仙精靈！實現所有願望吧～）」（第127集－第139集）
作詞：畑亞貴，作曲：山口朗彥（Arte Refact），編曲：酒井陽一，主唱：四葉心（本渡楓）&拉奇奇（潘惠美）
2018年4月的新片頭曲，實為第一首片頭曲的重新演繹。
特別篇夏日大喧鬧SP適用。

#### 片尾曲
（第1集－第34集、第139集）
作詞：松井洋平，词作者：三本目，作曲、編曲：shilo，主唱：美樂莉和其他心靈6人組（潘惠美、豐崎愛生、嘉數由美、愛河里花子、柚木涼香、村瀨迪與），演唱者：李旭乔
畫面主要為四葉心和心靈6人組
第6、15集B段當插曲使用。
第139集因應完結作為最後的結束。
（第35集－第76集）
作詞：真崎ERIKA，作曲、編曲：shilo，主唱：四葉心（本渡楓）&拉奇奇（潘惠美）
追加莎莉、帕利和米希露新住民3人的畫面。
第52集以後由於PV變化，四葉心服裝改為冬季服裝。
（第77集－第126集）
作詞：松井洋平，作曲、編曲：佐野宏晃，主唱：四葉心（本渡楓）和心的9位神仙精靈+荔枝（潘惠美、豐崎愛生、嘉數由美、愛河里花子、柚木涼香、村瀨迪與、藤村步、白鳥由里、折笠富美子、七瀨彩夏）
2017年4月新片尾曲。
第81集後更改主角群演出人員順序。
本作使用期間最長的片尾曲。
（第127集－第138集）
作詞：松井洋平，作曲、編曲：黑田賢一，主唱：拉奇奇（潘惠美）、美樂莉（豐奇愛生）、康娜（藤田咲）
2018年4月新片尾曲。
本作使用期間最短的片尾曲。

#### 插入曲
台灣播出中文配音時有用中文翻唱。日文原唱版在「1」收錄。
（第1集）
主唱：拉奇奇（潘惠美）
（第2集（不定集插入））
主唱：美樂莉（豐奇愛生）
（第23、43、70、93集）
主唱：長谷川凱特（湯淺楓）
（第76集）
作詞作曲、編曲：中西亮輔，主唱：四葉心（本渡楓）&櫻井希（石原夏織）
（第110集）
主唱：心的神仙精靈除小沙琪（潘惠美、豐崎愛生、愛河里花子、柚木涼香、村瀨迪與、藤村步、白鳥由里、折笠富美子）

#### 角色歌

主唱：長谷川凱特（湯淺楓）

主唱：櫻井希（石原夏織）、比比特（矢作紗友里）

作詞、作曲、編曲：中西亮輔，主唱：四葉心（本渡楓）&櫻井希（石原夏織）

### 各話標題
| 話數 | 日文標題            | 香港標題                           | 台灣標題                       | 劇本     | 分鏡              | 演出       | 作畫監督                              | 總作畫監督            | 日本首播時間   |
| ---- | ------------------- | ---------------------------------- | ------------------------------ | -------- | ----------------- | ---------- | ------------------------------------- | --------------------- | -------------- |
| 1    |                     | 誕生，見習神仙精靈                 | 見習神仙精靈，誕生！           | 土屋理敬 | 新田典生          | 秋山朋子   | 東海林康和 大野美葉                   | 大河しのぶ 東海林康和 | 2015年10月1日  |
| 1    |                     | 阿心要親手做一間屋                 | 小心，蓋房子！？               | 土屋理敬 | 新田典生          | 秋山朋子   | 東海林康和 大野美葉                   | 大河しのぶ 東海林康和 | 2015年10月1日  |
| 2    |                     | 鋼琴的神仙精靈，美樂莉             | 钢琴的神明，美樂莉♪            | 赤尾凸   | 西田健一          | 西田健一   | 平良哲朗 河野仁美                     | 大河しのぶ 東海林康和 | 2015年10月8日  |
| 2    |                     | 精靈寳貝蛋大掃除！                 | 神仙精靈大扫除！               | 赤尾凸   | 西田健一          | 西田健一   | 平良哲朗 河野仁美                     | 大河しのぶ 東海林康和 | 2015年10月8日  |
| 3    |                     | 精靈寳貝蛋要上學了                 | 神仙精靈去学校                 | 山口宏   | 大庭秀昭          | 大庭秀昭   | 志村隆行 三島千枝                     | 東海林康和            | 2015年10月15日 |
| 3    |                     | 小白兔的神仙精靈                   | 兔子神明                       | 山口宏   | 大庭秀昭          | 大庭秀昭   | 志村隆行 三島千枝                     | 東海林康和            | 2015年10月15日 |
| 4    |                     | 大危機！想出來但沒法出來的小沙琪！ | 大危机！想出却出不来的小沙琪！ | 末永光代 | 室谷靖            | 室谷靖     | 大野美葉 田中亜優                     | 大河しのぶ            | 2015年10月22日 |
| 5    |                     | 搞笑神仙精靈？哈哈喬登場           | 搞笑神明？我是哈哈喬！         | 竹内利光 | 大原実            | 沼山茉由   | 小野ひろみ                            | 東海林康和            | 2015年10月29日 |
| 6    |                     | 興奮的遠足大冒險                   | 激动的远足大冒险！？           | 金春智子 | 大西景介          | 大西景介   | 山縣亜紀                              | 東海林康和 大河しのぶ | 2015年11月5日  |
| 7    |                     | 充滿魅力的神仙精靈 琪拉莉絲        | 性感神仙精靈♡琪拉莉絲          | 土屋理敬 | オ ジング         | オ ジング  | 大野美葉 佐藤陵                       | 東海林康和            | 2015年11月12日 |
| 7    |                     | 媽媽，加油！                       |                                | 土屋理敬 | オ ジング         | オ ジング  | 大野美葉 佐藤陵                       | 東海林康和            | 2015年11月12日 |
| 8    |                     | SOS，磨咕丹出現了                  | SOS！？磨咕丹现身              | 笹野恵   | 西田健一          | 西田健一   | 平良哲朗 河野仁美                     | 大河しのぶ            | 2015年11月19日 |
| 9    |                     | 用五人足球一決勝負                 | 用足球来一决胜负！             | 赤尾凸   | 大庭秀昭          | 大庭秀昭   | 志村隆行 三島千枝                     | 東海林康和            | 2015年11月26日 |
| 10   |                     | 一起去找彩蛋仙人吧                 | 去找吧！蛋仙人                 | 末永光代 | 室谷靖            | 室谷靖     | 田中亜優 平村直紀                     | 大河しのぶ            | 2015年12月3日  |
| 10   |                     | 決勝負吧，彩蛋仙人                 | 来决胜负！蛋仙人               | 末永光代 | 室谷靖            | 室谷靖     | 田中亜優 平村直紀                     | 大河しのぶ            | 2015年12月3日  |
| 11   |                     | 雜貨店的盆滿缽滿                   | 傳統柑ㄚ店的 盤之助！          | 山口宏   | 大原実            | 沼山茉由   | 小野ひろみ                            | 東海林康和            | 2015年12月10日 |
| 12   |                     | 再見了，精靈寳貝蛋之家             | 再见，神仙精靈小屋             | 山口宏   | 大西景介          | 大西景介   | 山縣亜紀                              | 大河しのぶ            | 2015年12月17日 |
| 13   |                     |                                    | 心忐忑的圣诞节                 | 笹野恵   | 三浦陽            | オ ジング  | 大野美葉 佐藤陵                       | 東海林康和            | 2015年12月24日 |
| 13   |                     | 神仙精靈心惊胆跳的圣诞节           |                                | 笹野恵   | 三浦陽            | オ ジング  | 大野美葉 佐藤陵                       | 東海林康和            | 2015年12月24日 |
| 14   |                     |                                    | 从泡泡中登场！双胞胎神仙精靈   | 赤尾凸   | 西田健一          | 西田健一   | 平良哲朗 河野仁美                     | 大河しのぶ            | 2016年1月7日   |
| 14   |                     | 莎莉与帕利的秘密                   |                                | 赤尾凸   | 西田健一          | 西田健一   | 平良哲朗 河野仁美                     | 大河しのぶ            | 2016年1月7日   |
| 15   |                     |                                    | 久等了！我是米希露！！         | 末永光代 | 石川俊介          | 前屋俊広   | 鈴木伸一                              | 東海林康和            | 2015年1月14日  |
| 15   |                     | 神秘的间谍！代号346                |                                | 末永光代 | 石川俊介          | 前屋俊広   | 鈴木伸一                              | 東海林康和            | 2015年1月14日  |
| 16   |                     |                                    | 扩建！神仙精靈小屋             | 山口宏   | 大庭秀昭          | 大庭秀昭   | 志村隆行 三島千枝 大野美葉            | 大河しのぶ            | 2016年1月21日  |
| 16   |                     | 邮件大追踪！                       |                                | 山口宏   | 大庭秀昭          | 大庭秀昭   | 志村隆行 三島千枝 大野美葉            | 大河しのぶ            | 2016年1月21日  |
| 17   |                     |                                    | 小心的秘密                     | 土屋理敬 | 室谷靖            | 室谷靖     | 田中亜優 平村直紀                     | 東海林康和            | 2016年1月28日  |
| 18   |                     |                                    | 鬼怪！豆子！节分節！           | 竹内利光 | 大原実            | 沼山茉由   | 小野ひろみ                            | 大河しのぶ            | 2016年2月4日   |
| 18   |                     | 下雪了吓一跳！银色的世界           |                                | 竹内利光 | 大原実            | 沼山茉由   | 小野ひろみ                            | 大河しのぶ            | 2016年2月4日   |
| 19   |                     |                                    | 情人节大作战！                 | 笹野恵   | 大西景介          | 岩本やすお | 山縣亜紀                              | 東海林康和            | 2015年2月11日  |
| 20   |                     |                                    | 野生精靈三人組 前来拜访！      | 赤尾凸   | 西田健一          | 西田健一   | 大野美葉 佐藤陵                       | 大河しのぶ            | 2016年2月18日  |
| 21   |                     |                                    | 妈妈，大发雷霆                 | 山口宏   | 大庭秀昭          | 大庭秀昭   | 平良哲朗 河野仁美                     | 東海林康和            | 2016年2月25日  |
| 21   |                     | 又來了!野生精靈三人組              |                                | 山口宏   | 大庭秀昭          | 大庭秀昭   | 平良哲朗 河野仁美                     | 東海林康和            | 2016年2月25日  |
| 22   |                     |                                    | 小雛与偶人皇后                 | 末永光代 | 石川俊介          | 前屋俊広   | 鈴木伸一 黒川飛鳥                     | 大河しのぶ 大野美葉   | 2016年3月3日   |
| 23   |                     |                                    | 目标偶像                       | 笹野恵   | 西田健一          | 西田健一   | 佐藤陵 志村隆行                       | 東海林康和            | 2016年3月10日  |
| 24   |                     |                                    | 莎莎搬家                       | 竹内利光 | 室谷靖            | 室谷靖     | 田中亜優 平村直紀                     | 大野美葉              | 2016年3月17日  |
| 24   |                     | 抽屜之中                           |                                | 竹内利光 | 室谷靖            | 室谷靖     | 田中亜優 平村直紀                     | 大野美葉              | 2016年3月17日  |
| 25   |                     |                                    | 笑笑的神明旅行?                | 赤尾凸   | 大原実            | 沼山茉由   | 小野ひろみ                            | 東海林康和            | 2016年3月24日  |
| 25   |                     | 阿曼達急速接近！                   |                                | 赤尾凸   | 大原実            | 沼山茉由   | 小野ひろみ                            | 東海林康和            | 2016年3月24日  |
| 26   |                     |                                    | 另一位契約者                   | 土屋理敬 | 志村錠児          | 岩本やすお | 山縣亜紀 土信田和幸                   | 大野美葉              | 2016年3月31日  |
| 27   |                     |                                    | 快樂星獵人 小希&比比特         | 土屋理敬 | 西田健一          | 西田健一   | 佐藤陵 平良哲朗                       | 東海林康和            | 2016年4月7日   |
| 28   |                     |                                    | 見習神仙精靈 契約更新！？      | 末永光代 | 大庭秀昭          | 大庭秀昭   | 河野仁美 平良哲朗 秋元勇一            | 大野美葉              | 2016年4月14日  |
| 28   |                     | 超市那便是天堂！                   |                                | 末永光代 | 大庭秀昭          | 大庭秀昭   | 河野仁美 平良哲朗 秋元勇一            | 大野美葉              | 2016年4月14日  |
| 29   |                     |                                    | 突襲！移動購物！！             | 山口宏   | 駒井一也          | 前島健一   | 鈴木伸一 川口弘明 黒川飛鳥            | 東海林康和            | 2016年4月21日  |
| 29   |                     |                                    | 奔跑吧阿曼達                   | 山口宏   | 石川俊介          | 前島健一   | 鈴木伸一 川口弘明 黒川飛鳥            | 東海林康和            | 2016年4月21日  |
| 30   |                     |                                    | 粉紅跟橘子就是在這誕生的！     | 赤尾凸   | 西田健一          | 西田健一   | 佐藤陵 志村隆行                       | 大野美葉              | 2016年4月28日  |
| 31   |                     |                                    | 神仙精靈 翱翔天際              | 笹野恵   | 室谷靖            | 室谷靖     | 平良哲朗 田中亜優 井出葵              | 東海林康和            | 2016年5月5日   |
| 31   |                     | 母親節大作戰！                     |                                | 笹野恵   | 室谷靖            | 室谷靖     | 平良哲朗 田中亜優 井出葵              | 東海林康和            | 2016年5月5日   |
| 32   |                     |                                    | 目標！第一名！！               | 竹内利光 | 大原実            | 沼山茉由   | 小野ひろみ                            | 大野美葉              | 2016年5月12日  |
| 33   |                     |                                    | 幸福的占卜！？                 | 山口宏   | 真野玲            | 岩本やすお | 山縣亜紀 土信田和幸                   | 東海林康和            | 2016年5月19日  |
| 33   |                     | 心要成為遊戲之神！？               |                                | 山口宏   | 真野玲            | 岩本やすお | 山縣亜紀 土信田和幸                   | 東海林康和            | 2016年5月19日  |
| 34   |                     |                                    | 米希露千鈞一髮！               | 末永光代 | 西田健一          | 西田健一   | 佐藤陵 平良哲朗 秋元勇一              | 大野美葉              | 2016年5月26日  |
| 34   |                     | 一之瀨同學了不得的秘密             |                                | 末永光代 | 西田健一          | 西田健一   | 佐藤陵 平良哲朗 秋元勇一              | 大野美葉              | 2016年5月26日  |
| 35   |                     |                                    | 抓住UFO！                      | 笹野恵   | 大庭秀昭          | 大庭秀昭   | 河野仁美 平良哲朗 上田恵未            | 東海林康和            | 2016年6月2日   |
| 36   |                     |                                    | 雨中曲♪神仙精靈小屋            | 山口宏   | 駒井一也          | 前屋俊広   | 黒川飛鳥 鈴木伸一                     | 大野美葉              | 2016年6月9日   |
| 36   |                     | 肚子餓扁了！野生精靈三人組         |                                | 山口宏   | 駒井一也          | 前屋俊広   | 黒川飛鳥 鈴木伸一                     | 大野美葉              | 2016年6月9日   |
| 37   |                     |                                    | 笑笑收徒弟了！？               | 竹内利光 | 西田健一          | 西田健一   | 佐藤陵 志村隆行                       | 東海林康和            | 2016年6月16日  |
| 37   |                     | 小茜襲來                           |                                | 竹内利光 | 西田健一          | 西田健一   | 佐藤陵 志村隆行                       | 東海林康和            | 2016年6月16日  |
| 38   |                     |                                    | 野生精靈的回憶                 | 赤尾凸   | 室谷靖            | 室谷靖     | 平良哲朗 井出葵 藤本雄一朗            | 大野美葉              | 2016年6月23日  |
| 39   |                     |                                    | 幸福獵人，去遊樂園玩！         | 土屋理敬 | 大原実            | 沼山茉由   | 小野ひろみ                            | 東海林康和            | 2016年6月30日  |
| 40   |                     |                                    | 來做吧！神仙精靈樂園           | 赤尾凸   | 志村錠児          | 岩本やすお | 山縣亜紀 土信田和幸                   | 大野美葉              | 2016年7月7日   |
| 41   |                     |                                    | 在圖書館一決勝負！             | 末永光代 | 西田健一          | 西田健一   | 佐藤陵 藤本雄一朗                     | 東海林康和            | 2016年7月21日  |
| 41   |                     | 暖不起來的保健室！？               |                                | 末永光代 | 西田健一          | 西田健一   | 佐藤陵 藤本雄一朗                     | 東海林康和            | 2016年7月21日  |
| 42   |                     |                                    | 大家一起來製作！新菜單         | 山口宏   | 大庭秀昭          | 大庭秀昭   | 河野仁美 平良哲朗                     | 大野美葉              | 2016年7月28日  |
| 42   |                     | 夏天啦 泳池啊 神仙精靈樂園         |                                | 山口宏   | 大庭秀昭          | 大庭秀昭   | 河野仁美 平良哲朗                     | 大野美葉              | 2016年7月28日  |
| 43   |                     |                                    | 穿著浴衣衝巨浪！               | 笹野恵   | 駒井一也          | 前屋俊広   | 黒川飛鳥 鈴木伸一 服部益実            | 東海林康和            | 2016年8月4日   |
| 43   |                     | 神仙精靈，去夏季廟會玩！           |                                | 笹野恵   | 駒井一也          | 前屋俊広   | 黒川飛鳥 鈴木伸一 服部益実            | 東海林康和            | 2016年8月4日   |
| 44   |                     |                                    | 去奶奶家                       | 竹内利光 | 西田健一          | 西田健一   | 平村直紀 志村隆行                     | 大野美葉              | 2016年8月11日  |
| 45   |                     |                                    | 神仙精靈 夏天大冒險！          | 末永光代 | 室谷靖            | 室谷靖     | 平良哲朗 藤本雄一朗                   | 東海林康和            | 2016年8月18日  |
| 46   |                     |                                    | 瞄準！幸運星                   | 山口宏   | 大原実            | 沼山茉由   | 小野ひろみ                            | 大野美葉              | 2016年8月25日  |
| 46   |                     | 夏天的回憶                         |                                | 山口宏   | 大原実            | 沼山茉由   | 小野ひろみ                            | 大野美葉              | 2016年8月25日  |
| 47   |                     |                                    | 神仙精靈活動大作戰！           | 赤尾凸   | 志村錠児          | 岩本やすお | 山縣亜紀 土信田和幸                   | 東海林康和            | 2016年9月1日   |
| 47   |                     | 小寶寶神仙精靈妮可莉咪咪笑         |                                | 赤尾凸   | 志村錠児          | 岩本やすお | 山縣亜紀 土信田和幸                   | 東海林康和            | 2016年9月1日   |
| 48   |                     |                                    | 心跳不已！心的生日             | 笹野恵   | 西田健一          | 西田健一   | 佐藤陵 秋元勇一                       | 大野美葉              | 2016年9月8日   |
| 49   |                     |                                    | 歡迎妮可莉                     | 竹内利光 | 大庭秀昭          | 大庭秀昭   | 平良哲朗 藤本雄一朗                   | 東海林康和            | 2016年9月15日  |
| 49   |                     | 對啊寫信吧                         |                                | 竹内利光 | 大庭秀昭          | 大庭秀昭   | 平良哲朗 藤本雄一朗                   | 東海林康和            | 2016年9月15日  |
| 50   |                     |                                    | 戀愛的神明？野生精靈三人組     | 末永光代 | 駒井一也          | 前屋俊広   | 鈴木伸一 秦野好紹                     | 大野美葉              | 2016年9月22日  |
| 50   |                     | 放馬過來，接球呂是也！             |                                | 末永光代 | 駒井一也          | 前屋俊広   | 鈴木伸一 秦野好紹                     | 大野美葉              | 2016年9月22日  |
| 51   |                     |                                    | 仙履奇緣之意外                 | 笹野恵   | 西田健一          | 西田健一   | 志村隆行 佐藤陵 五十嵐優花            | 東海林康和            | 2016年9月29日  |
| 52   |                     |                                    | 誕生！？米希露女王陛下         | 山口宏   | 室谷靖            | 室谷靖     | 平村直紀 平良哲朗 藤本雄一朗          | 大野美葉              | 2016年10月6日  |
| 52   |                     | 小心和拉奇奇的回憶                 |                                | 山口宏   | 室谷靖            | 室谷靖     | 平村直紀 平良哲朗 藤本雄一朗          | 大野美葉              | 2016年10月6日  |
| 53   |                     | 琪拉莉絲的時尚教室                 | 琪拉莉絲的時尚教室             | 赤尾凸   | 大原実            | 沼山茉由   | 小野ひろみ                            | 東海林康和            | 2016年10月13日 |
| 53   |                     | 吃啊吃，青椒之旅                   | 大口吃，青椒之旅！             | 赤尾凸   | 大原実            | 沼山茉由   | 小野ひろみ                            | 東海林康和            | 2016年10月13日 |
| 54   |                     | 閲讀的時候，請保持安靜             | 讀書時請保持安靜               | 末永光代 | 志村錠児          | 岩本やすお | 山縣亜紀 土信田和幸                   | 大野美葉              | 2016年10月20日 |
| 54   |                     | 美樂莉是活招牌                     | 看板娘 美樂莉                  | 末永光代 | 志村錠児          | 岩本やすお | 山縣亜紀 土信田和幸                   | 大野美葉              | 2016年10月20日 |
| 55   |                     | 嚇一跳，萬聖節派對                 | 嚇一跳！萬聖節派對             | 笹野恵   | 西田健一          | 西田健一   | 佐藤陵 藤本雄一朗                     | 東海林康和            | 2015年10月27日 |
| 56   |                     | 代號是753                          | 代號753                        | 竹内利光 | 大庭秀昭          | 大庭秀昭   | 秋元勇一 平良哲朗                     | 大野美葉              | 2016年11月3日  |
| 56   | 排山倒海的地獄特訓! |                                    |                                | 竹内利光 | 大庭秀昭          | 大庭秀昭   | 秋元勇一 平良哲朗                     | 大野美葉              | 2016年11月3日  |
| 57   |                     |                                    | 熱血！哈哈喬老師               | 山口宏   | 駒井一也          | 前屋俊広   | 鈴木伸一 山本径子                     | 東海林康和            | 2016年11月10日 |
| 57   |                     | 好夥伴攝影 好茄子!                 |                                | 山口宏   | 駒井一也          | 前屋俊広   | 鈴木伸一 山本径子                     | 東海林康和            | 2016年11月10日 |
| 58   |                     |                                    | 我愛洗澡皮膚好好!              | 赤尾凸   | 西田健一          | 西田健一   | 河野仁美 志村隆行                     | 大野美葉              | 2016年11月17日 |
| 58   |                     | 畫板的神明！穆昆奴先生             |                                | 赤尾凸   | 西田健一          | 西田健一   | 河野仁美 志村隆行                     | 大野美葉              | 2016年11月17日 |
| 59   |                     |                                    | 去尋找神聖之蛋吧！             | 末永光代 | 室谷靖            | 室谷靖     | 平村直紀 平良哲朗 井出葵              | 東海林康和            | 2016年11月24日 |
| 60   |                     |                                    | 戰勝感冒!                      | 笹野恵   | 大原実            | 沼山茉由   | 小野ひろみ                            | 大野美葉              | 2016年12月1日  |
| 60   |                     | 妮可莉大危機！？跑起來萍子！！     |                                | 笹野恵   | 大原実            | 沼山茉由   | 小野ひろみ                            | 大野美葉              | 2016年12月1日  |
| 61   |                     |                                    | 滑溜溜!神仙精靈滑冰大賽        | 竹内利光 | 西田健一          | 西田健一   | 山縣亜紀 土信田和幸                   | 東海林康和            | 2016年12月8日  |
| 61   |                     | 跟上Vivid！                        |                                | 竹内利光 | 西田健一          | 西田健一   | 山縣亜紀 土信田和幸                   | 東海林康和            | 2016年12月8日  |
| 62   |                     |                                    | 小心和小希的睡衣派對           | 赤尾凸   | 樫山聰之          | 樫山聰之   | 西村昭子                              | 大野美葉              | 2016年12月15日 |
| 63   |                     |                                    | 神仙精靈樂園的聖誕節           | 山口宏   | 大庭秀昭          | 大庭秀昭   | 河野仁美 平良哲朗                     | 東海林康和            | 2016年12月22日 |
| 64   |                     |                                    | 神仙精靈的初夢恐慌             | 末永光代 | 駒井一也          | 前屋俊広   | 鈴木伸一 服部憲治 川口弘明 飯飼一幸   | 大野美葉              | 2017年1月5日   |
| 64   |                     | 年糕一樣的姬拉莉絲                 |                                | 末永光代 | 駒井一也          | 前屋俊広   | 鈴木伸一 服部憲治 川口弘明 飯飼一幸   | 大野美葉              | 2017年1月5日   |
| 65   |                     |                                    | 獨一無二的特別坐位             | 笹野惠   | 西田健一          | 西田健一   | 志村隆行 平村直紀                     | 東海林康和            | 2017年1月12日  |
| 65   |                     | 心老師的鋼琴課                     |                                | 笹野惠   | 西田健一          | 西田健一   | 志村隆行 平村直紀                     | 東海林康和            | 2017年1月12日  |
| 66   |                     |                                    | 小希的思念 比比多的思念        | 赤尾凸   | 室谷靖            | 室谷靖     | 秋原勇一 井出葵 平良哲朗              | 大野美葉              | 2017年1月19日  |
| 67   |                     |                                    | 秘藏口味 神仙精靈              | 竹内利光 | 大原実            | 沼山茉由   | 小野ひろみ                            | 東海林康和            | 2017年1月26日  |
| 67   |                     | 用搞笑進行足球魔鬼特訓             |                                | 竹内利光 | 大原実            | 沼山茉由   | 小野ひろみ                            | 東海林康和            | 2017年1月26日  |
| 68   |                     |                                    | 撒豆子!節分之戰!!              | 山口宏   | 西田健一          | 西田健一   | 五十嵐優花 土信田和幸                 | 大野美葉              | 2017年2月2日   |
| 68   |                     | 霍特妮和妮可莉的保健室             |                                | 山口宏   | 西田健一          | 西田健一   | 五十嵐優花 土信田和幸                 | 大野美葉              | 2017年2月2日   |
| 69   |                     |                                    | 大哥的戀愛                     | 末永光代 | 樫山聡之          | 樫山聡之   | 西村昭子                              | 東海林康和            | 2017年2月9日   |
| 69   |                     | 大家都快樂!?情人節                 |                                | 末永光代 | 樫山聡之          | 樫山聡之   | 西村昭子                              | 東海林康和            | 2017年2月9日   |
| 70   |                     |                                    | 電視出道大騷亂                 | 笹野惠   | 大庭秀昭          | 大庭秀昭   | 中山裕美 岡田繪里香                   | 大野美葉              | 2017年2月16日  |
| 71   |                     |                                    | 旅行中的神仙精靈小雪           | 赤尾凸   | 增田敏彥 前屋俊広 | 前屋俊広   | 梶浦紳一郎 櫻井正明 安藤真喜 服部憲知 | 東海林康和            | 2017年2月23日  |
| 71   |                     | 幸福獵人?米希露和磨咕丹            |                                | 赤尾凸   | 增田敏彥 前屋俊広 | 前屋俊広   | 梶浦紳一郎 櫻井正明 安藤真喜 服部憲知 | 東海林康和            | 2017年2月23日  |
| 72   |                     |                                    | Super Super!奔勇的設計         | 山口宏   | 西田健一          | 西田健一   | 秋元勇一 志村隆行                     | 大野美葉              | 2017年3月2日   |
| 72   |                     | 兔子的神仙 再臨                    |                                | 山口宏   | 西田健一          | 西田健一   | 秋元勇一 志村隆行                     | 大野美葉              | 2017年3月2日   |
| 73   |                     |                                    | 追趕夕陽吧!?                   | 竹內利光 | 室谷靖            | 室谷靖     | 平良哲朗 井出葵 平村直紀              | 東海林康和            | 2015年3月9日   |
| 73   |                     | 去找結婚戒指吧                     |                                | 竹內利光 | 室谷靖            | 室谷靖     | 平良哲朗 井出葵 平村直紀              | 東海林康和            | 2015年3月9日   |
| 74   |                     |                                    | 想實現小希的願望!!             | 末永光代 | 大原実            | 沼山茉由   | 小野ひろみ                            | 大野美葉              | 2015年3月16日  |
| 75   |                     |                                    | 醒過來吧!比比多                | 笹野惠   | 西田健一          | 西田健一   | 五十嵐優花 土信田和幸 井出葵          | 東海林康和            | 2015年3月23日  |
| 76   |                     |                                    | 最喜歡大家了!神仙精靈!!        | 赤尾凸   | 樫山聡之 西村昭子 | 樫山聡之   | 西村昭子                              | 大野美葉              | 2015年3月30日  |

| 話數 | 日文標題                        | 台灣標題                   | 劇本     | 分鏡                | 演出              | 作畫監督                                       | 總作畫監督          | 日本首播時間   |
| ---- | ------------------------------- | -------------------------- | -------- | ------------------- | ----------------- | ---------------------------------------------- | ------------------- | -------------- |
| 77   |                                 | 春天的神仙精靈活動         | 山口宏   | 大庭秀昭            | 大庭秀昭          | 宍戶久美子 岡田繪里香 九鬼朱                   | 東海林康和          | 2017年4月6日   |
| 77   | 神仙精靈 家倒了                 |                            | 山口宏   | 大庭秀昭            | 大庭秀昭          | 宍戶久美子 岡田繪里香 九鬼朱                   | 東海林康和          | 2017年4月6日   |
| 78   |                                 | 大家一起露營吧!            | 竹內利光 | 增田敏彥 前屋俊広   | 前屋俊広          | 梶浦紳一郎 川口弘明 安藤真喜 山本径子          | 大野美葉            | 2017年4月13日  |
| 78   | グラチョ修行の旅へ?             | 哈哈喬前往修行之旅?        | 竹內利光 | 增田敏彥 前屋俊広   | 前屋俊広          | 梶浦紳一郎 川口弘明 安藤真喜 山本径子          | 大野美葉            | 2017年4月13日  |
| 79   |                                 | 去電影院吧                 | 笹野惠   | 西田健一            | 西田健一          | 志村隆行 平村直紀                              | 東海林康和          | 2017年4月20日  |
| 79   | ここたま界のヒミツ!?            | 神仙精靈界的秘密!?         | 笹野惠   | 西田健一            | 西田健一          | 志村隆行 平村直紀                              | 東海林康和          | 2017年4月20日  |
| 80   |                                 | 臨時契約?荔枝誕生          | 赤尾凸   | 室谷靖              | 室谷靖            | 平良哲朗 秋原勇一 井出葵                       | 大野美葉            | 2017年4月27日  |
| 81   |                                 | 使不出魔法!?加油荔枝       | 末永光代 | 大原実              | 沼山茉由          | 小野ひろみ                                     | 東海林康和          | 2017年5月4日   |
| 82   |                                 | 阿曼達的神仙精靈活動       | 山口宏   | 西田健一            | 西田健一          | 土信田和幸 服部益賓 秋原勇一                   | 大野美葉            | 2017年5月11日  |
| 82   | おとまりハウスば夢いつぱいなの♪ | 留宿小屋充滿美夢♪          | 山口宏   | 西田健一            | 西田健一          | 土信田和幸 服部益賓 秋原勇一                   | 大野美葉            | 2017年5月11日  |
| 83   |                                 | 歡迎來到愛心訓練屋         | 笹野惠   | 增田敏彥 前屋俊広   | 樫山聡之          | 西村昭子                                       | 東海林康和          | 2017年5月18日  |
| 83   | パリーヌのやさしいひととき      | 帕利尼的溫柔一刻           | 笹野惠   | 增田敏彥 前屋俊広   | 樫山聡之          | 西村昭子                                       | 東海林康和          | 2017年5月18日  |
| 84   |                                 | 琪拉莉絲 V.S 青山          | 竹內利光 | 大庭秀昭            | 大庭秀昭          | 平良哲朗 井出葵 五十嵐優花                     | 大野美葉            | 2017年5月25日  |
| 84   | 開催!ここたま大運動会           | 開賽!愛心蛋大運動會        | 竹內利光 | 大庭秀昭            | 大庭秀昭          | 平良哲朗 井出葵 五十嵐優花                     | 大野美葉            | 2017年5月25日  |
| 85   |                                 | 初次見面 皮可太是也        | 赤尾凸   | 樫山聡之 西村昭子   | 前屋俊広          | 川口弘明 西村元秀 黑川飛鳥 森 くるみ           | 東海林康和          | 2017年6月1日   |
| 86   |                                 | 噼哩啪啦幻象出             | 末永光代 | 西田健一            | 西田健一          | 秋原勇一 志村隆行                              | 大野美葉            | 2017年6月8日   |
| 86   | モグタソたたいま修行中?         | 磨咕丹現在修行中?          | 末永光代 | 西田健一            | 西田健一          | 秋原勇一 志村隆行                              | 大野美葉            | 2017年6月8日   |
| 87   |                                 | 神仙精靈診所開張!          | 笹野惠   | 室谷靖              | 室谷靖            | 平良哲朗 平村直紀 井出葵                       | 東海林康和          | 2017年6月15日  |
| 88   |                                 | 卯足心情!向前進莎莉        | 山口宏   | 大原実              | 沼山茉由          | 小野ひろみ                                     | 大野美葉            | 2017年6月22日  |
| 88   | あやかとウケローの野球教室      | 綾香和接球呂的棒球教室     | 山口宏   | 大原実              | 沼山茉由          | 小野ひろみ                                     | 大野美葉            | 2017年6月22日  |
| 89   |                                 | 皮可太去學校!              | 竹內利光 | 西田健一            | 西田健一          | 土信田和幸 山縣亜紀 五十嵐優花                 | 東海林康和          | 2017年6月29日  |
| 89   | ここたまスパイメロりなの〜      | 神仙精靈間諜美樂莉         | 竹內利光 | 西田健一            | 西田健一          | 土信田和幸 山縣亜紀 五十嵐優花                 | 東海林康和          | 2017年6月29日  |
| 90   |                                 | 歡迎回來!小希和比比多      | 赤尾凸   | 樫山聡之 西村昭子   | 樫山聡之          | 西村昭子                                       | 大野美葉            | 2017年7月6日   |
| 90   | 開店!新ポリポコショツプ!        | 開店!新廢品商店            | 赤尾凸   | 樫山聡之 西村昭子   | 樫山聡之          | 西村昭子                                       | 大野美葉            | 2017年7月6日   |
| 91   |                                 | 歸來!!幸福獵人             | 末永光代 | 許平康              | 大庭秀昭          | 平良哲朗 河野仁美 平村直紀                     | 東海林康和          | 2017年7月20日  |
| 92   |                                 | 帕塔麗娜的掃除大作戰       | 笹野惠   | 前屋俊広 增田敏彥   | 前屋俊広          | 川口弘明 安藤真喜 小林ゆかり 森 くるみ         | 大野美葉            | 2017年7月27日  |
| 92   | ここたまうソドで夏祭ワじゃ      | 神仙精靈樂園的夏日祭       | 笹野惠   | 前屋俊広 增田敏彥   | 前屋俊広          | 川口弘明 安藤真喜 小林ゆかり 森 くるみ         | 大野美葉            | 2017年7月27日  |
| 93   |                                 | 皮可太!?和夢想的舞台       | 山口宏   | 西田健一            | 西田健一          | 桑原麻衣 志村隆行                              | 東海林康和          | 2017年8月3日   |
| 94   |                                 | 心和希的暑假               | 赤尾凸   | 室谷靖              | 室谷靖            | 平良哲朗 河野仁美 井出葵                       | 大野美葉            | 2017年8月10日  |
| 95   |                                 | 夏日島大冒險               | 末永光代 | 大原実              | 沼山茉由          | 小野ひろみ                                     | 東海林康和          | 2017年8月17日  |
| 96   |                                 | 緊張!秘密的住宿會          | 竹內利光 | 西田健一            | 西田健一          | 山縣亜紀 土信田和幸                            | 大野美葉            | 2017年8月24日  |
| 96   | こつりを追ってどこまでも        | 無論去到哪裡都要追上妮可莉 | 竹內利光 | 西田健一            | 西田健一          | 山縣亜紀 土信田和幸                            | 大野美葉            | 2017年8月24日  |
| 97   |                                 | 皮可太 畢業了是也          | 笹野惠   | 樫山聡之 西村昭子   | 樫山聡之          | 西村昭子                                       | 東海林康和          | 2017年8月31日  |
| 98   |                                 | 嚇一跳!小心的小小生日!     | 山口宏   | 志村定児            | 大庭秀昭          | 平良哲朗 井出葵 平村直紀                       | 大野美葉            | 2017年9月7日   |
| 99   |                                 | 熱血愛心蛋 巧克蘭雪        | 末永光代 | 前屋俊広 增田敏彥   | 前屋俊広          | 川口弘明 清島裕子 安藤真喜 黑川飛鳥            | 東海林康和          | 2017年9月14日  |
| 100  |                                 | 神仙精靈學校 開課!         | 赤尾凸   | 西田健一            | 西田健一          | 佐藤陵 志村隆行                                | 大野美葉            | 2017年9月21日  |
| 100  | 新メソバー!?ノラたまトリオ      | 新成員!?野生精靈三人組     | 赤尾凸   | 西田健一            | 西田健一          | 佐藤陵 志村隆行                                | 大野美葉            | 2017年9月21日  |
| 101  |                                 | 巧克蘭雪的學校探險         | 竹內利光 | 室谷靖              | 室谷靖            | 平良哲朗 桑原麻衣 井出葵                       | 東海林康和          | 2017年9月28日  |
| 102  |                                 | 外出洗澡真開心             | 笹野惠   | 大原実              | 沼山茉由          | 小野ひろみ                                     | 大野美葉            | 2017年10月5日  |
| 102  | クルソとすてきなワソピース      | 庫倫和漂亮的連衣裙         | 笹野惠   | 大原実              | 沼山茉由          | 小野ひろみ                                     | 大野美葉            | 2017年10月5日  |
| 103  |                                 | 取回妮可莉的笑容吧         | 竹內利光 | 西田健一            | 西田健一          | 山縣亜紀 土信田和幸                            | 東海林康和          | 2017年10月12日 |
| 103  | キラリスの幸せ探し              | 琪拉莉絲的幸福搜查         | 竹內利光 | 西田健一            | 西田健一          | 山縣亜紀 土信田和幸                            | 東海林康和          | 2017年10月12日 |
| 104  |                                 | 版報就是藝術!              | 山口宏   | 樫山聡之 西村昭子   | 樫山聡之          | 西村昭子                                       | 大野美葉            | 2017年10月19日 |
| 104  | ピコタせんぱいが、やつてきた    | 皮可太前輩來了             | 山口宏   | 樫山聡之 西村昭子   | 樫山聡之          | 西村昭子                                       | 大野美葉            | 2017年10月19日 |
| 105  |                                 | 神仙精靈萬聖節謎案         | 末永光代 | 志村錠児 山井紗也香 | 大庭秀昭          | 平良哲朗 平村直紀 井出葵                       | 東海林康和          | 2017年10月26日 |
| 106  |                                 | 秋天的甜點製作             | 赤尾凸   | 前屋俊広 增田敏彥   | 前屋俊広          | 川口弘明 清島ゆう子 安藤真喜                   | 大野美葉            | 2017年11月2日  |
| 106  | 負けるな!ショコランシェ!!       | 不要輸!巧可蘭雪            | 赤尾凸   | 前屋俊広 增田敏彥   | 前屋俊広          | 川口弘明 清島ゆう子 安藤真喜                   | 大野美葉            | 2017年11月2日  |
| 107  |                                 | 特普露和壞掉的八音盒       | 竹內利光 | 西田健一            | 西田健一          | 佐藤陵 志村隆行                                | 東海林康和          | 2017年11月9日  |
| 107  | はじめまして?ぼく、ダメをま     | 初次見面?我是禿禿          | 竹內利光 | 西田健一            | 西田健一          | 佐藤陵 志村隆行                                | 東海林康和          | 2017年11月9日  |
| 108  |                                 | 交換!笑笑和尼彩            | 山口宏   | 室谷靖              | 室谷靖            | 平良哲朗 井出葵 平村直紀                       | 大野美葉            | 2017年11月16日 |
| 108  | あの二人が解散!?                | 那兩個人要解散了!?         | 山口宏   | 室谷靖              | 室谷靖            | 平良哲朗 井出葵 平村直紀                       | 大野美葉            | 2017年11月16日 |
| 109  |                                 | 胖胖卷卷又來特訓了!        | 笹野惠   | 大原実              | 沼山茉由          | 小野ひろみ                                     | 東海林康和          | 2017年11月23日 |
| 109  | ここトレハウスを守れ            | 守護愛心訓練屋             | 笹野惠   | 大原実              | 沼山茉由          | 小野ひろみ                                     | 東海林康和          | 2017年11月23日 |
| 110  |                                 | 小沙琪要唱歌了!!           | 末永光代 | 西田健一            | 西田健一          | 山縣亜紀 土信田和幸                            | 大野美葉            | 2017年11月30日 |
| 110  | ここたまいウス大分解!?          | 神仙精靈小屋大分解!?       | 末永光代 | 西田健一            | 西田健一          | 山縣亜紀 土信田和幸                            | 大野美葉            | 2017年11月30日 |
| 111  |                                 | 暖暖波卡林                 | 竹內利光 | 樫山聡之 西村昭子   | 樫山聡之          | 西村昭子                                       | 東海林康和          | 2017年12月7日  |
| 112  |                                 | 來自雙肩包的信             | 赤尾凸   | 大庭秀昭            | 大庭秀昭          | 佐藤陵 平良哲朗 平村直紀                       | 大野美葉            | 2017年12月14日 |
| 113  |                                 | 下雪夜的契約書             | 山口宏   | 前屋俊広 增田敏彥   | 前屋俊広          | 川口弘明 清島裕子 安藤真喜 黑川飛鳥            | 東海林康和          | 2017年12月21日 |
| 113  | ここをまサソタ、出動!           | 神仙精靈聖誕老人 出動!     | 山口宏   | 前屋俊広 增田敏彥   | 前屋俊広          | 川口弘明 清島裕子 安藤真喜 黑川飛鳥            | 東海林康和          | 2017年12月21日 |
| 114  |                                 | 不要誇波卡林了             | 竹內利光 | 西田健一            | 西田健一          | 河野仁美 志村隆行                              | 大野美葉            | 2018年1月4日   |
| 114  | 暴走!パタリーナ VS ホットニー   | 暴走!帕塔麗娜 V.S 霍特妮   | 竹內利光 | 西田健一            | 西田健一          | 河野仁美 志村隆行                              | 大野美葉            | 2018年1月4日   |
| 115  |                                 | 暖爐天堂                   | 笹野惠   | 室谷靖              | 室谷靖            | 平良哲朗 平村直紀 井出葵                       | 東海林康和          | 2018年1月11日  |
| 115  | マフラーのかみさま ヒートン     | 圍巾的神明 希頓            | 笹野惠   | 室谷靖              | 室谷靖            | 平良哲朗 平村直紀 井出葵                       | 東海林康和          | 2018年1月11日  |
| 116  |                                 | 上啊上啊小雪               | 末永光代 | 大原実              | 沼山茉由          | 小野ひろみ                                     | 大野美葉            | 2018年1月18日  |
| 116  | アワワとサッパリ大冒険          | 啊哇哇和清爽爽的大冒險     | 末永光代 | 大原実              | 沼山茉由          | 小野ひろみ                                     | 大野美葉            | 2018年1月18日  |
| 117  |                                 | 目標!奇蹟魔術              | 山口宏   | 西田健一            | 西田健一          | 佐藤綾 土信田和幸                              | 東海林康和          | 2018年1月25日  |
| 117  | キラリスガんばる                | 琪拉莉絲加油               | 山口宏   | 西田健一            | 西田健一          | 佐藤綾 土信田和幸                              | 東海林康和          | 2018年1月25日  |
| 118  |                                 | 希頓和波卡林               | 赤尾凸   | 樫山聡之 西村昭子   | 樫山聡之          | 西村昭子                                       | 大野美葉            | 2018年2月1日   |
| 118  | 鬼はそとでなんでやねん?         | 把鬼趕跑 弄啥嘞？          | 赤尾凸   | 樫山聡之 西村昭子   | 樫山聡之          | 西村昭子                                       | 大野美葉            | 2018年2月1日   |
| 119  |                                 | 前進!光和荔枝              | 笹野惠   | 大庭秀昭            | 大庭秀昭          | 山縣亞紀 平良哲朗                              | 東海林康和 河野仁美 | 2018年2月8日   |
| 119  | 最後のバレンタイン              | 最後的情人節               | 笹野惠   | 大庭秀昭            | 大庭秀昭          | 山縣亞紀 平良哲朗                              | 東海林康和 河野仁美 | 2018年2月8日   |
| 120  |                                 | 放馬過來!接球呂應援團      | 竹內利光 | 清島ゆう子 增田敏彥 | 前屋俊広          | 川口弘明 清島ゆう子 安藤真喜 津熊健德 山本径子 | 大野美葉            | 2018年2月15日  |
| 120  | リズムにのって♪こころ先生       | 找好旋律吧♪ 心老師         | 竹內利光 | 清島ゆう子 增田敏彥 | 前屋俊広          | 川口弘明 清島ゆう子 安藤真喜 津熊健德 山本径子 | 大野美葉            | 2018年2月15日  |
| 121  |                                 | 一起回家吧                 | 末永光代 | 志村錠児            | 西田健一          | 佐藤陵 志村隆行                                | 東海林康和          | 2018年2月22日  |
| 122  |                                 | 兩人的獨當一面傳說         | 山口宏   | 室谷靖              | 室谷靖            | 平良哲朗 桑原麻衣                              | 大野美葉            | 2018年3月1日   |
| 122  | こころとひかり、試される絆      | 心和光 被測試的羈絆        | 山口宏   | 室谷靖              | 室谷靖            | 平良哲朗 桑原麻衣                              | 大野美葉            | 2018年3月1日   |
| 123  |                                 | 這是光的魔術               | 笹野惠   | 大宙征基            | 沼山茉由          | 小野ひろみ                                     | 東海林康和          | 2018年3月8日   |
| 124  |                                 | 希捏馬爾的電影天堂         | 竹内利光 | 西田健一            | 西田健一          | 山縣亜紀 土信田和幸                            | 大野美葉 佐藤陵     | 2018年3月15日  |
| 125  |                                 | 神仙精靈 秘密的一周        | 末永光代 | 樫山聡之            | 樫山聡之 西村昭子 | 西村昭子                                       | 東海林康和          | 2018年3月22日  |
| 126  |                                 | 回想起來吧!心!             | 赤尾凸   | 山井紗也香          | 大庭秀昭          | 河野仁美 平良哲朗                              | 大野美葉            | 2018年3月29日  |

| 話數 | 日文標題                    | 台灣標題                | 劇本     | 分鏡                | 演出                | 作畫監督                                              | 總作畫監督        | 日本首播時間  |
| ---- | --------------------------- | ----------------------- | -------- | ------------------- | ------------------- | ----------------------------------------------------- | ----------------- | ------------- |
| 127  |                             | 去找獨當一面短褲吧      | 土屋理敬 | 清島ゆう子          | 前屋俊広            | 川口弘明 清島ゆう子 神戸環 森くるみ 山本径子 安斎佳恵 | 東海林康和        | 2018年4月5日  |
| 128  |                             | 伴您左右 蛋社員登場!    | 山口宏   | 西田健一            | 西田健一            | 志村隆行 佐藤陵                                       | 大野美葉          | 2018年4月12日 |
| 129  |                             | 康娜的神仙訓練修行      | 笹野恵   | 室谷靖              | 室谷靖              | 平良哲朗 桑原麻衣                                     | 東海林康和        | 2018年4月19日 |
| 129  | お花を咲かせよう            | 讓鮮花盛開吧            | 笹野恵   | 室谷靖              | 室谷靖              | 平良哲朗 桑原麻衣                                     | 東海林康和        | 2018年4月19日 |
| 130  |                             | 對決!蛋社員 V.S 蛋仙人  | 赤尾凸   | 大宙征基            | 沼山茉由            | 小野ひろみ                                            | 大野美葉          | 2018年4月26日 |
| 131  |                             | 心的寶物                | 末永光代 | 西田健一            | 西田健一 山井紗也香 | 山縣亜紀 土信田和幸                                   | 東海林康和 佐藤陵 | 2018年5月3日  |
| 131  | めいたんてい おシャーロック | 名偵探 莎洛克           | 末永光代 | 西田健一            | 西田健一 山井紗也香 | 山縣亜紀 土信田和幸                                   | 東海林康和 佐藤陵 | 2018年5月3日  |
| 132  |                             | 順滑苏伊                | 土屋理敬 | 樫山聡之 永島昭子   | 樫山聡之            | 永島昭子                                              | 大野美葉          | 2018年5月10日 |
| 133  |                             | 蘇伊的順滑大搜索        | 竹内利光 | 大庭秀昭            | 大庭秀昭            | 河野仁美 平良哲朗 五十嵐優花                          | 東海林康和        | 2018年5月17日 |
| 133  | 輝け!キラリス               | 閃耀吧!琪拉莉絲         | 竹内利光 | 大庭秀昭            | 大庭秀昭            | 河野仁美 平良哲朗 五十嵐優花                          | 東海林康和        | 2018年5月17日 |
| 134  |                             | 魔法產生大危機!?        | 山口宏   | 前屋俊広 清島ゆう子 | 前屋俊広            | 清島ゆう子 川口弘明 J-cube                            | 大野美葉          | 2018年5月24日 |
| 134  | 炎のノうたま公園            | 炎之野生精靈公園        | 山口宏   | 前屋俊広 清島ゆう子 | 前屋俊広            | 清島ゆう子 川口弘明 J-cube                            | 大野美葉          | 2018年5月24日 |
| 135  |                             | 爸爸很忙                | 笹野恵   | 西田健一            | 西田健一            | 志村隆行 佐藤陵                                       | 東海林康和        | 2018年5月31日 |
| 135  | 見つけた!一人前パンツ       | 找到了!獨當一面短褲     | 笹野恵   | 西田健一            | 西田健一            | 志村隆行 佐藤陵                                       | 東海林康和        | 2018年5月31日 |
| 136  |                             | 救出小心!神仙精靈的試煉 | 竹内利光 | 室谷靖              | 室谷靖              | 桑原麻衣 平良哲朗 土信田和幸                          | 大野美葉          | 2018年6月7日  |
| 137  |                             | 神仙精靈界大追蹤!       | 末永光代 | 大宙征基            | 沼山茉由            | 小野ひろみ                                            | 東海林康和        | 2018年6月14日 |
| 138  |                             | 拯救神仙精靈界!         | 赤尾凸   | 西村昭子            | 樫山聡之            | 樫山聡之 西村昭子                                     | 大野美葉          | 2018年6月21日 |
| 139  |                             | 一直在一起 神仙精靈     | 山口宏   | 西田健一            | 西田健一            | 山縣亜紀 土信田和幸 佐藤陵                            | 東海林康和        | 2018年6月28日 |

| 話數 | 日文標題 | 中文標題                      | 劇本   | 分鏡       | 演出       | 作畫監督   | 總作畫監督 | 播放日期      | 見習神仙精靈之道 |
| ---- | -------- | ----------------------------- | ------ | ---------- | ---------- | ---------- | ---------- | ------------- | --- |
| 1    |          | 緞緞初次見面                  | 赤尾凸 | 山井紗也香 | 山井紗也香 | 桑原麻衣   | 河野仁美   | 2018年7月5日  | たまごを見たら ここたまと思うべし （見蛋思神仙精靈）                                                                                |
| 2    |          | 肚子餓了緞緞                  | 赤尾凸 | 山井紗也香 | 山井紗也香 | 桑原麻衣   | 河野仁美   | 2018年7月19日 | ちょこっといただきますは ほどほどに! （稍微來一口要適度!）                                                                          |
| 3    |          | 開始吧!神仙精靈活動!          | 赤尾凸 | 山井紗也香 | 山井紗也香 | 桑原麻衣   | 河野仁美   | 2018年7月26日 | 小さなハッピーはここたまが がんばったおかげかも! （微小的快樂可能多虧了神仙精靈的努力!）                                            |
| 4    |          | 去找神仙精靈同伴吧!           | 赤尾凸 | 山井紗也香 | 山井紗也香 | 桑原麻衣   | 河野仁美   | 2018年8月2日  | みんながいわば ピンチ乘リきわる! ここたま仲間がいっしょで 良かったわ! （只要有大家在就能戰勝危機! 有神仙精靈同伴再一起真是太好了!） |
| 5    |          | 展現魔法吧!                   | 赤尾凸 | 山井紗也香 | 山井紗也香 | 土信田和幸 | 佐藤陵     | 2018年8月9日  | ここたまのまほうは おしリ フリフリ! （神仙晶靈的魔法就是屁股搖搖!）                                                                 |
| 6    |          | 快樂星是什麼?                 | 赤尾凸 | 山井紗也香 | 山井紗也香 | 土信田和幸 | 佐藤陵     | 2018年8月16日 | ハッピースターは 幸せのかたまリ! （快樂星就是快樂的結晶!）                                                                          |
| 7    |          | 誕生緞緞的物品                | 赤尾凸 | 山井紗也香 | 山井紗也香 | 山縣亞紀   | 河野仁美   | 2018年8月23日 | 人間がモノを大切にすると 生まれるのがここたま! （人類珍惜使用的事物所誕生的 那就是神仙精靈!）                                       |
| 8    |          | 傳說中的神仙精靈契約著是什麼? | 赤尾凸 | 山井紗也香 | 山井紗也香 | 山縣亞紀   | 河野仁美   | 2018年8月30日 | でんせつのここたまけいやくしゃには ワクワクがいっぱい! （對傳說中的神仙精靈契約者充滿了興奮!）                                      |

### 播放電視台
| 播放地區       | 播放電視台   | 播放日期                                                 | 播放時間（日本時間）                                | 電視網     |
| -------------- | ------------ | -------------------------------------------------------- | --------------------------------------------------- | ---------- |
| 關東地方       | 東京電視台   | 2015年10月1日－2016年3月31日 2016年4月7日－2018年8月30日 | 星期四 18時00分－18時30分 星期四 17時55分－18時25分 | 東京電視網 |
| 北海道         | TV北海道     | 2015年10月1日－2016年3月31日 2016年4月7日－2018年8月30日 | 星期四 18時00分－18時30分 星期四 17時55分－18時25分 | 東京電視網 |
| 愛知縣         | 愛知電視台   | 2015年10月1日－2016年3月31日 2016年4月7日－2018年8月30日 | 星期四 18時00分－18時30分 星期四 17時55分－18時25分 | 東京電視網 |
| 大阪府         | 大阪電視台   | 2015年10月1日－2016年3月31日 2016年4月7日－2018年8月30日 | 星期四 18時00分－18時30分 星期四 17時55分－18時25分 | 東京電視網 |
| 岡山縣、香川縣 | 瀨戶內電視台 | 2015年10月1日－2016年3月31日 2016年4月7日－2018年8月30日 | 星期四 18時00分－18時30分 星期四 17時55分－18時25分 | 東京電視網 |
| 福岡縣         | TVQ九州放送  | 2015年10月1日－2016年3月31日 2016年4月7日－2018年8月30日 | 星期四 18時00分－18時30分 星期四 17時55分－18時25分 | 東京電視網 |
| 全日本地區     | BS JAPAN     | 2015年10月5日－2018年9月3日                              | 星期一 17時29分－17時58分                           | 衛星電視   |
| 全日本地區     | 迪士尼頻道   | 2016年5月9日－                                           | 星期一至五 15時30分－16時00分                       | 衛星電視   |

| 播放地區 | 播放電視台 | 播放日期                                     | 播放時間                               | 聯播網       | 備註                          |
| -------- | ---------- | -------------------------------------------- | -------------------------------------- | ------------ | ----------------------------- |
| 香港     | ViuTV      | 2017年2月22日－6月21日（第1－52集）          | 星期一至三 17時30分－18時00分（UTC+8） | 數碼地面電視 | 粵日雙語 有字幕               |
| 香港     | ViuTV      | 2018年9月13日－2019年3月1日（第53－102集）   | 星期四、五 16時30分－17時00分（UTC+8） | 數碼地面電視 | 粵日雙語 有字幕               |
| 香港     | ViuTV      | 2020年3月24日－5月13日（第103－139集）       | 星期一至五 16時00分－16時30分（UTC+8） | 數碼地面電視 | 粵日雙語 有字幕               |
| 臺灣     | MOMO親子台 | 2017年11月12日－2019年10月20日（第1－102集） | 星期日 18時00分－18時30分（UTC+8）     | 有線電視     | 國語配音 2019年10月27日起斷播 |

### 附註
- 每集開頭都會有導語。第一季和特別篇的導語為四葉心的獨白，畫面為前情回顧。第二季開始為神仙精靈的開場白，前半段為拉奇奇、美樂莉或荔枝的獨白，畫面為他們的經歷，每幾集更換一次[註 26]；第三季開始前半段為拉奇奇、美樂莉的獨白，每集更換一次，後半段固定為拉奇奇的獨白，畫面為四葉家的神仙精靈們在神仙精靈小屋前集合。
  - 日本新年前後的導語會換成四葉家神仙精靈們的問候，同時會有獨立的劇情。
- 每集片尾曲後會有小欄目“神仙精靈占卜”第一季為心靈六人組專屬占卜，第二、三季為撲克四花色[註 27]中的占卜，占卜結果為當集主要人物。
- 每一季的動畫過場通常有兩段，若該集只有一個故事則兩段一同播出，否則只播出第一段。
- 第二季開始後，第一季的過場仍然使用了若干集。但第三季一開始，之前的過場即換下。
- 第一季于2024年1月起在中国大陆CCTV-14少儿频道播出，尽管中国大陆的发行方为了规避电视台对于境外动画的限制，将其包装成中国大陆国产动画，修改了一些日本元素替换成中国元素，并把片尾曲字幕改成中国大陆发行方、配音团队的人员名单，但这也是自《工作细胞》之后中国大陆电视台罕见播出日本动画。

## 劇場版
《電影 見習神仙精靈 引發奇蹟吧♪特普露與心跳神仙精靈界！》，2017年4月28日在日本公開放映。同時上映短篇。片長76分鐘。
另外還有木下優樹菜特別出演。
在日本全國151個電影院上發布，並成為電影排名首次亮相的第十位（票房公司調查）。

### 登場人物
木之內舞
配音：上田麗奈（日本）
劇場版人類主角之一，這次共同舉辦聯合義賣會的鈴蘭小學五年級學生，喜歡跳舞，非常珍惜舞蹈鞋，每到課餘時間就會到河岸邊練舞，主要是希望能夠帶給大家感動，並成為職業舞者，因為自己沒法帶給大家感動，所以對舞蹈鞋開始厭倦了，不過在劇中最後四葉讓她有了能繼續練舞的幹勁，也因此使特普露身上所有的負能量淨化，同時她的幸福星也恢復了光輝。
特普魯／特普露
配音：伊瀨茉莉也（日本）
女性，劇場版神仙精靈中的女主角之一，劇場版初登場，TV版107話登場，桃紅色的身軀，舞鞋誕生的神仙精靈，在劇中是悲傷寂寞菇擾亂了她的心智，眼睛變紫，導致她有了想要從神仙精靈界中拿取小舞的快樂星的念頭，不過卻變成了擴散蘑菇的源頭，也將她身上的負能量令她偷取的幸福星失去光辉，重神仙精靈界擴散到人類世界，最後她发现小舞並没有完全放弃跳舞，而令她重拾希望，使小舞的幸福星回复原有的光辉並淨化了她身上的負能量，最后她还与四葉心和所有神仙精靈一起淨化神仙精靈界和人類世界的負能量。
全名叫。
本身咒語：「！」。
愛心仙人／心靈仙人
配音：中村大樹（日本）
男性，劇場版初登場，TV版127話登場，跟蛋仙人一樣是神仙精靈仙人，穿著綠色「仙」字丁字褲，也是獨當一面的神仙精靈。
帕比比娜
配音：木下優樹菜（日本）
女性，粉紅色 的身軀，劇場版登場，爆竹誕生的神仙精靈，劇中負責收集發射幸福星，並和心等人說明獨當一面的神仙精靈在神仙精靈界的修行，也是獨當一面的神仙精靈，在139話結尾再度出現。（在劇中本人未公開名字）

### 製作人員
- 原案－BANDAI
- 導演－新田典生
- 劇本－土屋理敬（日语：土屋理敬）
- 分鏡－吉村文宏、鵜飼、紅優、深澤幸司（日语：深沢幸司）、志村錠兒（日语：志村錠児）、新田典生
- 演出－吉村文宏、志村錠兒、沼山茉由、佐佐木純人、岩本保雄、室谷靖、新田典生、大庭秀昭（日语：大庭秀昭）
- 角色原案－日野千尋
- 角色設計－佐藤陵、大河忍（日语：大河しのぶ）
- 設計協力－志村錠兒
- 總作畫監督－佐藤陵、山縣亞紀、河野仁美
- 作畫監督－志村隆行、桑原麻衣、三島千枝、澤田正人（日语：沢田正人）、山縣亞紀、門之園惠美、山縣、佐藤陵、河野仁美、秋元勇一、坂本、池平千里、一居一平、大豆一博、小野裕美、大和葵
- 原畫－吉田徹、吉村早紀、西田寛治、山本、細川修平、桑島望、佐藤、酒井強至、佐久間重子、崎山知明、加藤壯、山內亞紀、秋元勇一、田中亞優、草壁唯、林由香、森園美、澤田正人、中村亞貴子、竹渕正美、一居一平、武井智子、伊藤八日堂、本舘耐、池平千里、西村真理子、佐藤陵、鈴木康之、井戶田茜、野津美智子、谷本、長岡綠、平良哲朗、西尾智惠、平村直紀、木川純一、林司晃英、山內玲奈、古瀨登、河野仁美、杉本里菜、井坂純子、西山努、松坂定俊、鳥居愛緒、田中千晧、佐久間信計、飯村一夫、深野敏彥、南靜子、岡本智、松尾裕子、清水文乃、門之園惠美、鈴木彩乃、鈴木勘太、蓮田、渡部由紀子、玉腰昌樹、五十嵐優花、齋藤香、古阪美津妃、上田惠未、椿陽子、松田宗一郎、深澤幸司、東海林康和、元廣和惠、和田高明、高崎由利、原田大基、大野美葉、大和葵
- 第二原畫－菅野康平、奧田聖美、駒井香、山井紗也香、山本華織、石塚佐惠、木下雪映、佐野、申榮淳、山田智子、本田隆、山﨑微都紀、高橋
- 美術設計－工藤正
- 色彩設計－大關枝
- 攝影監督－柚木脇達己
- 攝影首席－佐藤麻依、田姝雅
- 剪輯－JAYFILM（日语：ジェイ・フィルム）、後田良樹
- 剪輯助手－小守真由美
- 特殊効果－太田憲之
- 音響監督－中嶋聰彥
- 音樂－中西亮輔（日语：中西亮輔）
- 音樂製作人- 吉江輝成
- 音樂A&R－小野可織
- 音樂製作協力－山田公平（UP DREAM）
- 音響效果－緒方康恭
- 音響製作人－西名武
- 音響製作－HALF HP STUDIO
- 動畫製作人－吉岡大輔
- 動畫製作－OLM Team YOSHIOKA
- 製作－2017電影神仙精靈製作委員會（萬代、東京電視台、旭通DK　D.K Corporation、OLM Team YOSHIOKA、東寶、Lantis、KADOKAWA、講談社）
- 發行－東寶影像事業部（日语：TOHO animation）

#### 主題歌（劇場版）
片頭曲「（中文：滾啊滾啊 神仙精靈！2017）」
作詞：畑亞貴，作曲：山口朗彥，編曲：中西亮輔，主唱：真崎ERIKA ＆ 9位神仙精靈（潘惠美、豐崎愛生、嘉數由美、愛河里花子、柚木涼香、村瀨迪與、藤村步、白鳥由里、折笠富美子）
片尾曲「（中文：最重要的東西）」
作詞、作曲：shilo，編曲：伊藤賢，主唱：四葉心（本渡楓）

## CD／DVD

### CD
| 標題     | 收錄話數         | 發售日期       |
| -------- | ---------------- | -------------- |
| [ CD 1 ] | 第1話～第20話    | 2016年7月27日  |
| [ CD 2 ] | 第21話～第36話   | 2016年11月25日 |
| [ CD 3 ] | 第37話～第52話   | 2017年3月24日  |
| [ CD 4 ] | 第53話～第64話   | 2017年9月27日  |
| [ CD 5 ] | 第65話～第76話   | 2017年9月27日  |
| [ CD 6 ] | 第77話～第96話   | 2018年11月28日 |
| [ CD 7 ] | 第97話～第110話  | 2018年11月28日 |
| [ CD 8 ] | 第111話～第126話 | 2019年2月27日  |
| [ CD 9 ] | 第127話～第139話 | 2019年2月27日  |

### DVD
| 標題       | 收錄話數         | 發售日期      | 封面人物                                           |
| ---------- | ---------------- | ------------- | -------------------------------------------------- |
| [ DVD 1 ]  | 第1話～第4話     | 2016年3月4日  | 四葉心 拉奇奇 美樂莉 小莎琪                        |
| [ DVD 2 ]  | 第5話～第8話     | 2016年4月8日  | 四葉心 心靈六人組                                  |
| [ DVD 3 ]  | 第9話～第12話    | 2016年5月11日 | 四葉心 拉奇奇 蛋仙人 盤之助                        |
| [ DVD 4 ]  | 第13話～第16話   | 2016年6月3日  | 四葉心 拉奇奇 四葉家新住民                         |
| [ DVD 5 ]  | 第17話～第20話   | 2016年7月6日  | 四葉心 拉奇奇 美樂莉 琪拉莉絲 野生精靈三人組       |
| [ DVD 6 ]  | 第21話～第24話   | 2016年8月3日  | 四葉心 拉奇奇 美樂莉 米希露 由拉 達希              |
| [ DVD 7 ]  | 第25話～第8話    | 2016年9月2日  | 心靈六人組 比比多                                  |
| [ DVD 8 ]  | 第29話～第32話   | 2016年10月5日 | 拉奇奇 美樂莉 小莎琪 哈哈喬 比比多 移動商店二人組  |
| [ DVD 9 ]  | 第33話～第36話   | 2016年11月2日 | 拉奇奇 美樂莉 琪拉莉絲 比比多                      |
| [ DVD 10 ] | 第37話～第40話   | 2016年12月2日 | 拉奇奇 美樂莉 哈哈喬 琪拉莉絲 摩咕丹 比比多        |
| [ DVD 11 ] | 第41話～第44話   | 2017年1月11日 | 拉奇奇 小莎琪 比比多 蘋可 暖特妮 尼奇兒            |
| [ DVD 12 ] | 第45話～第48話   | 2017年2月3日  | 拉奇奇 美樂莉 櫻井家的神仙精靈                     |
| [ DVD 13 ] | 第49話～第52話   | 2017年3月3日  | 拉奇奇 四葉家新住民 比比多 暖特妮 妮可莉           |
| [ DVD 14 ] | 第53話～第56話   | 2017年4月5日  | 拉奇奇 美樂莉 小莎琪 琪拉莉絲 摩咕丹 比比多        |
| [ DVD 15 ] | 第57話～第60話   | 2017年5月2日  | 拉奇奇 美樂莉 哈哈喬 莎莉 帕利 比比多 莫夏莫古先生 |
| [ DVD 16 ] | 第61話～第64話   | 2017年6月2日  | 拉奇奇 美樂莉 摩咕丹 米希露 比比多                 |
| [ DVD 17 ] | 第65話～第68話   | 2017年7月5日  | 拉奇奇 美樂莉 小莎琪 琪拉莉絲 米希露 比比多        |
| [ DVD 18 ] | 第69話～第72話   | 2017年8月2日  | 四葉心 四葉家的神仙精靈                            |
| [ DVD 19 ] | 第73話～第76話   | 2017年8月2日  | 櫻井希 櫻井家的神仙精靈 野生精靈三人組             |
| [ DVD 20 ] | 第77話～第80話   | 2017年10月4日 | 拉奇奇 美樂莉 荔枝                                 |
| [ DVD 21 ] | 第81話～第84話   | 2017年10月4日 | 拉奇奇 美樂莉 莎莉 帕利                            |
| [ DVD 22 ] | 第85話～第88話   | 2017年11月8日 | 拉奇奇 美樂莉 荔枝 皮可太                          |
| [ DVD 23 ] | 第89話～第92話   | 2018年1月10日 | 拉奇奇 美樂莉 帕塔麗娜                             |
| [ DVD 24 ] | 第93話～第96話   | 2018年2月2日  | 拉奇奇 美樂莉 比比多 荔枝                          |
| [ DVD 25 ] | 第97話～第99話   | 2018年3月2日  | 四葉心 拉奇奇 美樂莉 哈哈喬                        |
| [ DVD 26 ] | 第100話～第102話 | 2018年4月4日  | 拉奇奇 美樂莉 荔枝 巧克蘭雪                        |
| [ DVD 27 ] | 第103話～第106話 | 2018年7月4日  | 拉奇奇 美樂莉 摩咕丹 米希露                        |
| [ DVD 28 ] | 第107話～第110話 | 2018年7月4日  | 拉奇奇 美樂莉 小莎琪 特普露                        |
| [ DVD 29 ] | 第111話～第114話 | 2018年8月3日  | 拉奇奇 美樂莉 哈哈喬 琪拉莉絲                      |
| [ DVD 30 ] | 第115話～第118話 | 2018年8月3日  | 拉奇奇 美樂莉 波卡林 希頓                          |
| [ DVD 31 ] | 第119話～第122話 | 2018年9月5日  | 蝶野光 荔枝 拉奇奇 美樂莉                          |
| [ DVD 32 ] | 第123話～第126話 | 2018年10月3日 | 四葉心 拉奇奇 美樂莉 蛋仙人                        |
| [ DVD 33 ] | 第127話～第130話 | 2018年11月2日 | 拉奇奇 美樂莉 康娜 蛋社員                          |
| [ DVD 34 ] | 第131話～第133話 | 2018年11月2日 | 拉奇奇 美樂莉 哈哈喬 蘇伊                          |
| [ DVD 35 ] | 第134話～第136話 | 2018年12月5日 | 拉奇奇 美樂莉 由拉 康娜                            |
| [ DVD 36 ] | 第137話～第139話 | 2018年12月5日 | 四葉心 拉奇奇 美樂莉 康娜                          |

DVD相關連結
1. ↑  .   [2019-06-14]. （原始内容存档于2021-01-09）.
2. ↑  .   [2019-06-14]. （原始内容存档于2021-01-09）.
3. ↑  .   [2019-06-14]. （原始内容存档于2021-01-09）.
4. ↑  .   [2019-06-14]. （原始内容存档于2021-01-09）.
5. ↑  .   [2019-06-14]. （原始内容存档于2021-01-27）.
6. ↑  .   [2019-06-14]. （原始内容存档于2021-01-09）.
7. ↑  .   [2019-06-14]. （原始内容存档于2021-01-09）.
8. ↑  .   [2019-06-14]. （原始内容存档于2021-01-09）.
9. ↑  .   [2019-06-14]. （原始内容存档于2021-01-09）.
10. ↑  .   [2019-06-14]. （原始内容存档于2021-01-10）.
11. ↑  .   [2019-06-14]. （原始内容存档于2021-01-10）.
12. ↑  .   [2019-06-14]. （原始内容存档于2021-01-28）.
13. ↑  .   [2019-06-14]. （原始内容存档于2021-01-10）.
14. ↑  .   [2019-06-14]. （原始内容存档于2021-01-10）.
15. ↑  .   [2019-06-14]. （原始内容存档于2021-01-10）.
16. ↑  .   [2019-06-14]. （原始内容存档于2021-01-10）.
17. ↑  .   [2019-06-14]. （原始内容存档于2021-01-10）.
18. ↑  .   [2019-06-14]. （原始内容存档于2021-01-10）.
19. ↑  .   [2019-06-14]. （原始内容存档于2021-01-10）.
20. ↑  .   [2019-06-14]. （原始内容存档于2021-01-10）.
21. ↑  .   [2019-06-14]. （原始内容存档于2021-01-10）.
22. ↑  .   [2019-06-14]. （原始内容存档于2021-01-10）.
23. ↑  .   [2019-06-14]. （原始内容存档于2021-01-10）.
24. ↑  .   [2019-06-14]. （原始内容存档于2021-01-10）.
25. ↑  .   [2019-06-14]. （原始内容存档于2021-01-10）.
26. ↑  .   [2019-06-14]. （原始内容存档于2021-01-10）.
27. ↑  .   [2019-06-14]. （原始内容存档于2021-01-30）.
28. ↑  .   [2019-06-14]. （原始内容存档于2021-01-10）.
29. ↑  .   [2019-06-14]. （原始内容存档于2021-01-10）.
30. ↑  .   [2019-06-14]. （原始内容存档于2021-01-10）.
31. ↑  .   [2019-06-14]. （原始内容存档于2021-01-10）.
32. ↑  .   [2019-06-14]. （原始内容存档于2021-01-10）.
33. ↑  .   [2019-06-14]. （原始内容存档于2021-02-02）.
34. ↑  .   [2019-06-14]. （原始内容存档于2021-01-10）.
35. ↑  .   [2019-06-14]. （原始内容存档于2021-01-11）.
36. ↑  .   [2019-06-14]. （原始内容存档于2021-01-11）.

CD相關連結
1. ↑  .   [2019-06-14]. （原始内容存档于2021-01-09）.
2. ↑  .   [2019-06-14]. （原始内容存档于2021-01-10）.
3. ↑  .   [2019-06-14]. （原始内容存档于2021-01-10）.
4. ↑  .   [2019-06-14]. （原始内容存档于2021-01-28）.
5. ↑  .   [2019-06-14]. （原始内容存档于2021-01-10）.
6. ↑  .   [2019-06-14]. （原始内容存档于2021-01-11）.
7. ↑  .   [2019-06-14]. （原始内容存档于2021-01-11）.
8. ↑  .   [2019-06-14]. （原始内容存档于2021-01-11）.
9. ↑  .   [2019-06-14]. （原始内容存档于2021-01-11）.

## 網路小短片
『神仙精靈大圖鑑！（ここたま大図鑑！）』
在YouTube有關於主角群神仙精靈的介紹。
| 話數 | 標題 | 發布日期      |
| ---- | ---- | ------------- |
| 1    |      | 2017年 8月4日 |
|      |      | 2017年 8月4日 |
|      |      | 2017年 8月4日 |
|      |      | 2017年 8月4日 |
|      |      | 2017年 8月4日 |
|      |      | 2017年 8月4日 |
|      |      | 2017年 8月4日 |
|      |      | 2017年 8月4日 |

## 註解
註釋
1. ↑  第126話為止以攝影首席職稱。
2. ↑  於第106話的製作階段去逝（2018年11月2日放送）。
3. ↑  中嶋逝去之後繼任，工作人員的字幕仍與中嶋連名。
4. ↑  2018年7月25日開始發售。
5. ↑  2016年6月22日開始發售。
6. ↑  香港ViuTV標題，以播放時所顯示的字幕為準。
7. ↑  13話後下週停播
8. ↑  14話年底慣例停播一週、14話更改片頭曲畫面
9. ↑  節分在日本是指各季節的分際，即立春、立夏、立秋、立冬的前一天，但在江戶時代後常特指立春的前一天。
10. ↑  27話更改片頭曲畫面
11. ↑  35話片尾曲更換
12. ↑  41話為七月第二周慣例停播
13. ↑  53話更改片頭曲畫面
14. ↑  13話後下週停播
15. ↑  64話年底慣例停播一週
16. ↑  77話更換片頭曲和片尾曲、77話－84話片頭曲後半段為劇場版畫面
17. ↑  85話更改片頭曲畫面
18. ↑  91話為七月第二周慣例停播
19. ↑  102話更改片頭曲畫面
20. ↑  工厂、机关、学校等单位办的一种写在黑板上的宣传报道
21. ↑  113話後下週停播
22. ↑  114話年底慣例停播一週
23. ↑  意思等同于what are you doing（你在做/干什么）。是What are you doing？+你在弄啥嘞？出自跑男团队长邓超之口，浙江卫视一档综艺节目《奔跑吧兄弟》中。
24. ↑  127話更換片頭曲和片尾曲
25. ↑  特別篇2話為七月第二周慣例停播，具體原因是精靈寶可夢電影三小時特別節目播出
26. ↑  拉奇奇為77～102、107、110、113、116、118、121、124、126話；美樂莉為103、105、108、111、115、120、125話；荔枝為104、106、109、112、117、119、122、123話
27. ↑  黑桃（藍）、紅心（紅）、梅花（綠）、方塊（黃）
28. ↑  包含劇場版。

## 外部連結
- 見習神仙精靈官方網站 （页面存档备份，存于） （日語）
- 見習神仙精靈｜東京電視台 -animeteleto- （页面存档备份，存于）節目官方網站 （日語）
- 電影版『見習神仙精靈』官方網站 （日語）
- 見習神仙精靈官方的X（前Twitter） （日語）
- 見習神仙精靈官方的Instagram帳戶 （日語）
- 見習神仙精靈台灣官方的Facebook專頁 （繁體中文）

| 東京電視台 星期四 17:55－18:25 節目 神仙精靈系列節目 | 東京電視台 星期四 17:55－18:25 節目 神仙精靈系列節目                  | 東京電視台 星期四 17:55－18:25 節目 神仙精靈系列節目 |
| ---------------------------------------------------- | --------------------------------------------------------------------- | ---------------------------------------------------- |
|                                                      | 見習神仙精靈 （2015年10月1日－2018年8月30日）                         |                                                      |
| −                                                    | KIRA KIRA HAPPY★ 打開吧！見習神仙精靈 （2018年9月6日－2019年9月26日） |                                                      |

| ViuTV 星期一至三 17:30－18:00 3月27日起 17:00－17:30 | ViuTV 星期一至三 17:30－18:00 3月27日起 17:00－17:30                  | ViuTV 星期一至三 17:30－18:00 3月27日起 17:00－17:30                      |
| --- | --------------------------------------------------------------------- | ------------------------------------------------------------------------- |
| | 見習神仙精靈 第1期，第1－52集 （2017年2月22日－6月21日）              |                                                                           |
| 戀愛班長 第2季 | 超能旺達                                                              |                                                                           |
| 星期六、日 09:00－09:30 |                                                                       |                                                                           |
| 小馬寶莉 第2季 重播 | 見習神仙精靈 第1期，第1－52集 重播 （2018年1月21日－7月21日）         | Show By Rock 第1、2季 重播                                                |
| 星期四、五 16:30－17:00 |                                                                       |                                                                           |
| 小馬寶莉 第7季 | 見習神仙精靈2 第1期，第53－102集 （2018年9月13日－2019年3月1日）      | 舞石勇者                                                                  |
| 星期一至五 11:00－11:30 2月26日暫停播映 |                                                                       |                                                                           |
| 干物妹R 重播 | 見習神仙精靈2 第1期，第53－66集 重播 （2020年2月17日－3月6日）        | 智富通                                                                    |
| 星期一至五 16:00－16:30 |                                                                       |                                                                           |
| 他媽哥池5 ↓ 他媽哥池6 第3期，第6－29集、第4期 | 見習神仙精靈3 第1期，第103－139集 （2020年3月24日－5月13日）          | 見習神仙精靈4 第2期                                                       |
| 星期六 16:00－16:30 2020年10月31日起 星期六、日 16:00－16:30                                                                                               |                                                                       |                                                                           |
| 星期六、日 16:00－16:15／16:15－16:30 激戰奧雷卡／龍收藏 重播 （2020年3月1日－8月30日）星期日 16:00－16:30 No Kidding! 童你設計 （2020年9月6日－10月25日） | 見習神仙精靈2 第1期，第67－102集 重播 （2020年9月5日－2021年1月31日） | 雷頓 不可思議偵探社 ～卡特莉的解謎事件簿～ 重播 （2021年2月6日－7月25日） |